# Mil Mi-28

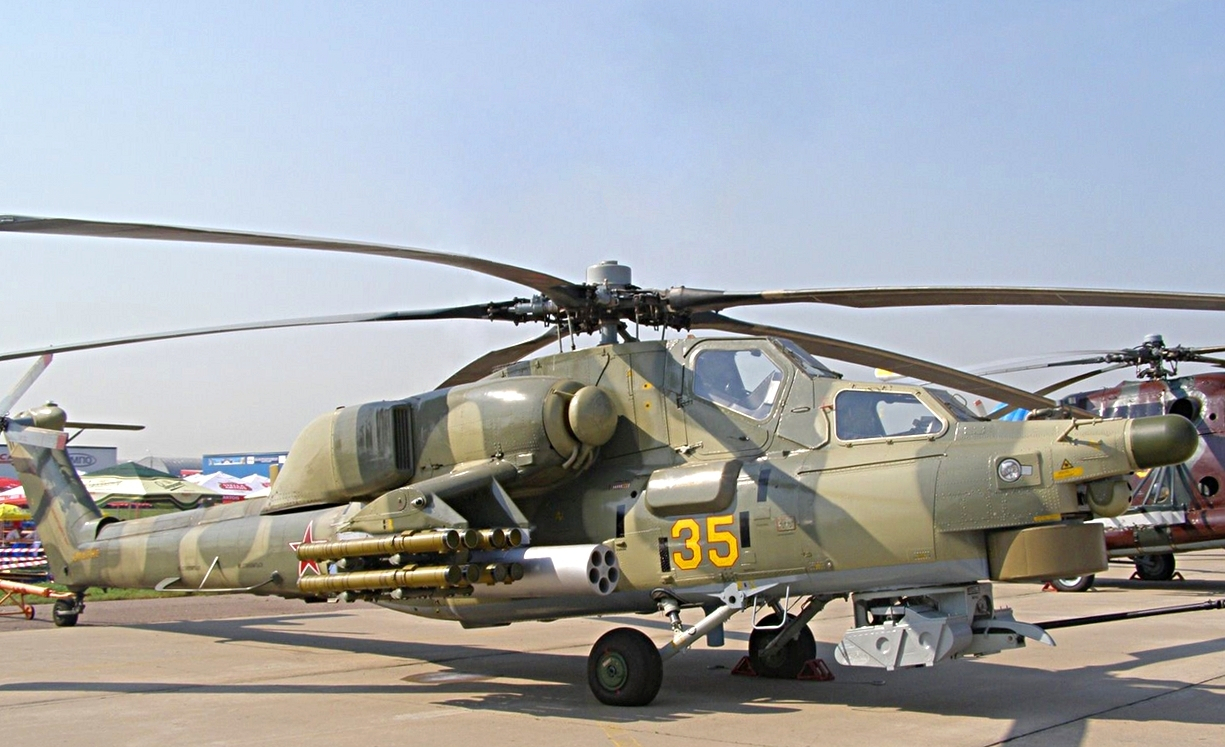
Mi-28N

Mi 28 este un elicopter de atac la sol proiectat în Uniunea Sovietica în ani 70'-80'.

## Descriere
- Tip: elicopter de atac cu două locuri în tandem,  ce poate opera pe orice vreme, ziua și noaptea;
- Țara de origine: Uniunea sovietică/Federația Rusă;
- Producător: Mil;
- Utilizatori: Federația Rusă, Kenia, Irak;
- Primul zbor: 10 noiembrie 1982;
- Produs: 1982–prezent;
- Cost per unitate: 15–16 milioane dolari;

### Variante
- Mi-28 – Prototip, primul zbor în 1982;
- Mi-28A – varianta originală, elicopter antitanc. Dezvoltarea a fost finalizată în 1998, primul zbor în 2003.
- Mi-28N/MMW Havoc – elicopter de atac ce opera pe orice vreme, ziua și noaptea. Era echipat cu un dispozitiv cu senzori situat deasupra rotorului, ce conținea un radar milimetric , sisteme IR-TV și un telemetru laser. Produsul de serie Mi-28N avea două motoare Klimov TV3-117V MA-SB3 (2.500 Cp fiecare), produse în Ucraina. Greutatea maximă la decolare era de 11.500 kg, greutatea maximă ce putea fi încărcată era de 2.350 kg;
- Mi-28D – variantă simplificată pentru misiuni pe timp de zi. Era similar cu Mi-28N, dar fără dispozitivul cu senzori montat deasupra rotorului;
- Mi-28NAe – variantă de export oferită Coreei de Nord;
- Mi-40 – variantă înarmată destinată transportului dar care nu a depășit stadiul de prototip;
- Mi-28UB - Uchebno-Boevoy variantă de antrenament și luptă.

### Caracteristici (Mi-28N)

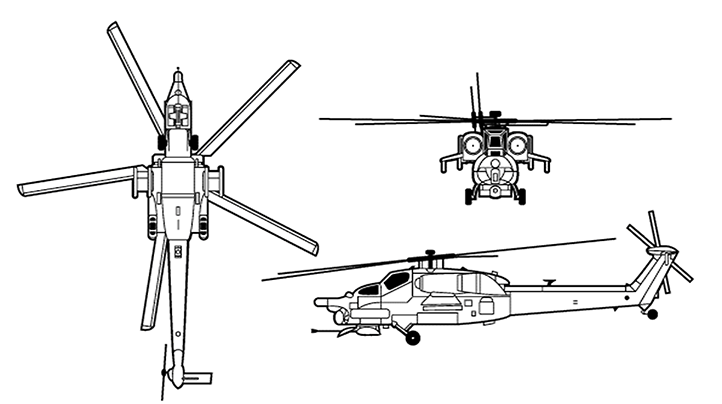
Mi-28

- Echipaj: 2: pilotul pe locul din spate și navigatorul/ operator armament pe locul din față;
- Lungime: 17,01 m;
- Diametru rotor: 17,20 m;
- Înălțime: 4,70 m;
- Greutate gol: 8.600 kg;
- Greutate încărcat: 10.700 kg;
- Greutatea maximă la decolare: 11500 kg;
- Motor: 2 turbine Klimov TV3-117VMA având 2194 Cp fiecare;
- Viteză maximă: 320 km/h;
- Viteză de croazieră: 270 km/h;
- Acoperă o zonă cu o rază de 200 km;
- Autonomie: 1100 km;
- Plafon de zbor: 5700 m (19,000 ft)
- Viteză ascensională: 13,6 m/s;

### Armament
- 1 tun automat cal. 30 mm 2A42 Shipunov  cu 250 proiectile și unghi de tragere orizontal ±110°;
- Grinzi de acroșare: două sisteme tip pilon pentru bombe, rachete neghidate, rachete ghidate și tun atașabil.

Variante de încărcare cu armament: 
- - 16 rachete antitanc ghidate Ataka-V și 40 rachete neghidate S-8;
  - 16 rachete antitanc ghidate Ataka-V și 10 rachete neghidate S-13;
  - 16 rachete antitanc ghidate Ataka-V și tunuri acroșabile cal. 23 mm de tip Gsh-23L cu 250 proiectile fiecare.
  - altele: rachete antitanc ghidate de tipul 9K118 Sheksna și 9A-2200, 8 rachete aer-aer Igla-V și Vympel R-73, 2 sisteme de împrăștiat mine KMGU-2.